# Баков, Антон Алексеевич
Анто́н Алексе́евич Ба́ков (род. 29 декабря 1965, Свердловск) — российский политик и предприниматель. Депутат Государственной думы IV созыва (2003—2007), а также Свердловской областной думы и Законодательного собрания Свердловской области (1994—2003). Участник выборов мэра Екатеринбурга в 1995 и губернатора Свердловской области в 2003 годах, оба раза занял второе место.
Лидер Монархической партии России, также известен по проекту виртуального государства «Российская империя», которое в 2017 году преобразовали в Романовскую империю во главе с наследником дома Романовых Николаем III. В данном «государстве» занимал должность эрцканцлера, ему пожалован титул «Светлейший князь».
За множество новаторских проектов в политике писатель Алексей Иванов охарактеризовал Бакова «политическим Леонардо».
Регулярно пишет и издаёт книги .

## Биография

### Происхождение
Родился 29 декабря 1965 года в Свердловске в семье инженеров Уралмаша. Сообщает, что в его роду «семь поколений священников», в Купецкой слободе его предки имели «родовое гнездо — дом по Чернышевского, 6, он до сих пор стоит, но раньше это была Дубровинская, 6».

### Образование
В 1983 году окончил среднюю школу № 104 в Свердловске.
В 1983 году поступил и 1988 году с отличием окончил металлургический факультет УПИ имени С. М. Кирова, где стал ленинским стипендиатом и почётным выпускником. На студенческие годы Бакова приходятся такие поступки, как публичный бойкот безальтернативных выборов в Верховный Совет СССР (1984), создание просветительского движения по спасению памятников старины в Верхотурье (1987), очистка от табличек с фамилией А. А. Жданова одноимённой улицы в Свердловске (1988).
Кандидат технических наук (1999), имеет 20 патентов на изобретения.

### Ранние годы
Ещё учась в институте, в 1987 году Баков создал первые в России частные туристические фирмы «Кедр» и «Малахит». В 1991 году эти компании были преобразованы в «Ист Лайн»: в последующие годы компания занялась авиаперевозками и стала оператором московского аэропорта «Домодедово». В 1991 году Баков пригласил в бизнес предпринимателя Дмитрия Каменщика в качестве московского представителя. В 1992 году им удалось добиться придания аэропорту статуса международного. В 1994 году Баков полностью продал компанию Каменщику, который и по сей день управляет аэропортом.
В турагентстве «Малахит» под началом Бакова с 1989 года начал карьеру его товарищ по институту Александр Бурков, в 2018 году избранный губернатором Омской области. В течение всех 1990-х годов Баков считался «политическим покровителем» Буркова, что описывается в вышедшей в 2014 году документальной книге писателя Иванова «Ёбург». В начале 1990-х Баков и Бурков работали в Москве в Рабочем центре экономических реформ при Правительстве России, а также в Свердловской областной думе и Законодательном собрании Свердловской области (1994—2003).
Кроме того, с 1990 года в качестве заместителя Бакова на нескольких постах долгое время работал его однокурсник по УПИ Станислав Тхай — впоследствии создатель российского бренда цифровых носителей Mirex, генеральный директор государственного центра донорской крови «Росплазма», почётный консул Республики Корея в Екатеринбурге.
Со временем Баков стал профессиональным путешественником, одним из первых россиян посетил Тибет, Эритрею, Антарктиду и другие экзотические места планеты. Принимает участие в экологических проектах, финансирует восстановление популяции тайменя в реках Северного Урала. Организует митинги и другие политические акции в защиту лесов и озёр Урала, борется против захоронения ядерных отходов на территории России.
В 1991 году в рекламных целях напечатал «уральские франки», находившиеся в 1997—2000 годах в обращении в городе Серове.
В 1992 году один из идеологов проекта по созданию автономии народа манси в Свердловской области — Мансийской Республики. Для этого предполагалось отделить часть ХМАО и создать автономию со столицей в городе Урай, используя экономический потенциал нефтегазовых месторождений бассейна реки Конда. Проект не был реализован.
В 1993 году принимал участие в создании конституции Уральской республики, которую предполагалось создать на месте Свердловской области. Предложил использовать флаг Уральской республики. После того как проект республики был дезавуирован на федеральном уровне текст конституции лёг в основу Устава Свердловской области. Руководитель группы разработчиков обоих документов Анатолий Гайда позже отмечал, что в те времена федеральное законодательство имело множество пробелов в важных вопросах (Конституция РФ от 12 декабря 1993 года ещё не была принята), и им приходилось прописывать, что у республики «нет границ, нет армии, нет валюты, нет никаких признаков государственности, отделения и подобного». Гайда и Баков особо подчёркивают, что более ранние уральские франки не предназначались для замены федеральных денег, как позже многие стали полагать (на это же прямо указывается и в книге «Ёбург» Алексея Иванова).

## Политическая деятельность
В 1993 году, будучи начальником Урало-Поволжского управления государственного комитета РФ по делам федерации и национальностей, вместе с учёными Уральского отделения РАН принимал участие в разработке конституции Уральской республики под руководством профессора Анатолия Гайды. C подачи Бакова в проекте также стал использоваться флаг Уральской республики.

### Депутатство в 1994—1996 годах, выборы губернатора и мэра в 1995 году
В 1994 году Баков был избран депутатом Свердловской областной думы от Серовского округа и председателем думского комитета по законодательству и местному самоуправлению. Первую депутатскую деятельность Баков посвятил борьбе против назначения глав городов и губернатора Свердловской области «сверху» — и ему с единомышленниками удаётся добиться проведения выборов исполнительной власти в области в 1995—1996 годах. Тогда же Баков создаёт службу Социальной скорой помощи — как систему общественного контроля.
В 1994 году стал активным членом команды председателя областной думы Эдуарда Росселя и был избран политическим координатором росселевского движения «Преображение Урала». Член предвыборного штаба Эдуарда Росселя на успешных для него губернаторских выборах 1995 года. Участвовал в выборах мэра Екатеринбурга в 1995 году: проиграл Аркадию Чернецкому, заняв второе место.

### Депутатство в 1996—2003 годах, руководство заводом в Серове
В 1996 году Антон Баков был избран заместителем председателя Свердловской областной думы, тогда же выдвинут кандидатом на пост губернатора Курганской области, но не зарегистрирован облизбиркомом.
В 1996—2001 годы — депутат Екатеринбургской городской думы II созыва. Включён в состав постоянной комиссии по вопросам городского хозяйства и муниципальной собственности.
В 1997—2000 годы — генеральный директор градообразующего предприятия 100-тысячного города Серова на севере области — Металлургического завода им. А. К. Серова (сейчас Надеждинский металлургический завод). За время директорства Бакова, по сведениям «Свободной энциклопедии Урала», завод «трижды перерегистрировался с целью уйти от налогообложения и банкротства, четырежды были отбиты штурмы ОМОНа и ЧОПов, прорвана транспортная блокада завода, модернизирован средний стан, запущена первая электропечь на заводе, начато строительство комплекса печь-ковш, освоены плавки никелевого и ванадиевого чугунов, более 200 новых марок стали и выпуск никелевого агломерата». Напечатанные в 1991 году уральские франки использовались в качестве платёжного средства на внутризаводских предприятиях, что, по словам Бакова, помогло заводу во время кризиса ликвидности: «С франками люди могли кушать в течение месяца, а потом мы просто выдавали им чуть меньше денег. Когда я пришёл на завод, у меня в 11 столовых кушало 15 человек в день, а через три года мы кормили 10 тыс. человек ежедневно». Баков резюмирует, что на посту директора он «создал народное предприятие вместо того, чтобы самому стать хозяином».
В 2000—2003 годы Баков избрался депутатом Палаты представителей (верхней палаты) Законодательного собрания Свердловской области от Серовского одномандатного округа. Кроме того, в 2000—2003 годы был депутатом городской и районной дум города Серова. Он разоблачал коррупцию, создал движение «Антимафия», противостоящее ОПС «Уралмаш», выступал против передела собственности. Для повышения активности населения Баков вёл просветительскую деятельность, создавал потребительские и кредитные кооперативы, советы территориального общественного самоуправления и товарищества собственников жилья. Как депутат Баков добивался повышения размера детских пособий и введения областной надбавки к пенсиям. В 2000 году также активно защищал от передела собственности крупный завод «Уралхиммаш» (что едва не привело к вооружённому противостоянию, которое Баков остановил).
В 2000 году участвовал в кампании против превращения екатеринбургской архитектурной достопримечательности — усадьбы Расторгуевых — Харитоновых — в резиденцию полпреда президента РФ по УрФО. Для чего записал свою дочь в один из располагающихся в усадьбе детских кружков, и в качестве её представителя обратился с иском в Верховный суд РФ против президента Владимира Путина с требованием не занимать здание. Верховный суд иск не принял, тогда Баков обратился в Конституционный суд РФ и выиграл процесс — в усадьбе остались детские кружки́. 
В 2002 году Антон Баков вручил кустарную золотую «олимпийскую медаль» российской фигуристке Ирине Слуцкой. Тогда на олимпиаде в американском Солт-Лейк-Сити Слуцкая заняла II место, что сопровождалось международным скандалом, так как многие специалисты считали, что Слуцкая заслужила I-е: в частности, Федерация фигурного катания России требовала для неё вторую золотую медаль. Баков заказал на екатеринбургской фабрике «Ювелиры Урала» аналогичную медаль из золота 750-й пробы весом более 700 граммов (настоящая олимпийская золотая медаль сделана из серебра и покрыта 6 граммами золота) и лично вручил Слуцкой в Москве; ленту для медали сшила жена Бакова Марина.

### Выборы губернатора Свердловской области в 2003 году
В 2003 году участвовал в выборах губернатора Свердловской области. Обвинил Эдуарда Росселя в связях с ОПС «Уралмаш». Во втором туре проиграл, набрав 330 тысяч голосов против более чем 600 тысяч у Росселя. После выборов возбудили уголовное дело за клевету в адрес Росселя. Дело прекратили в связи с тем, что Верховный суд РФ не нашёл в действиях Бакова состава преступления. В книге «Ёбург» писателя А. Иванова (2014) этим событиям посвящена больша́я часть текста.

### Депутатская деятельность в 2003—2007 годах
В 2003 году избран депутатом Государственной Думы РФ от Серовского одномандатного округа № 167 как член «Партии возрождения России» (лидер — Геннадий Селезнёв). После выборов вступил в Союз правых сил. В интервью СМИ не раз называл себя «человеком Чубайса». Руководил всеми успешными кампаниями СПС в регионах в 2004—2007 годах, кроме Чечни и Москвы. Команда Бакова проиграла выборы в Хакасии. Всего провёл более 60 кампаний, в рамках которых под его руководством работали около 50 тысяч человек.
Весной 2005 года создал профсоюз среднего класса ПРОФИ. Его деятельность распространилась по регионам России. Он организовал правозащитные центры ПРОФИ, которые отстаивали права пациентов от произвола медиков в больницах и поликлиниках и пресекали распространение фальсифицированных лекарств. Несмотря на членство в СПС, в декабре 2005 вошёл во фракцию Единая Россия. Вышел через год. В сентябре 2006 года Баков от имени профсоюза ПРОФИ потребовал от президента Путина, Федерального собрания и правительства России закрепить уровень пенсий в стране в размере 12 процентов от российского ВВП, то есть увеличить сумму пенсионных выплат в два с половиной раза. Для усиления заявленной позиции депутат объявил Пенсионную забастовку — бойкот октябрьским выборам в Свердловскую областную думу. Явка составила самые низкие за историю 27 %, лишь на 2 % выше порога. После этого порог явки был отменён федеральным законом.

### 2007—2017 годы
В декабре 2006 года Бакова избрали секретарём по электоральной работе СПС. Считается одним из инициаторов отказа СПС от традиционной для партии праволиберальной риторики в пользу популистских лозунгов о необходимости поднятия пенсий и поддержке малоимущих. Впоследствии Баков специализируется на развитии интернет-СМИ и политических социальных сетей, в частности, направленных на мобилизацию населения на борьбу с коррупцией. Кроме того, увлекается океанологией, выступает против загрязнения мирового океана, за сохранение природного наследия нашей планеты. По заявлению самого Бакова, в 2007 году с подачи Владислава Суркова «превратился в запрещённого барабанщика», так как получил запрет на любую деятельность в качестве политика или политтехнолога.
14 октября 2010 года избран заместителем председателя федерального политического совета Партии дела. Партии было отказано в регистрации по формальным мотивам. В июле-августе 2011 в прессе появились утверждения, что Баков стоит за созданием прогубернаторского движения «Бажовское общество».

### С 2017 года
23 декабря 2017 года Монархическая партия выдвинула Бакова кандидатом на пост Президента России. 24 января 2018 года снялся с выборов в связи с двойным гражданством России и Романовской империи.

## Проекты

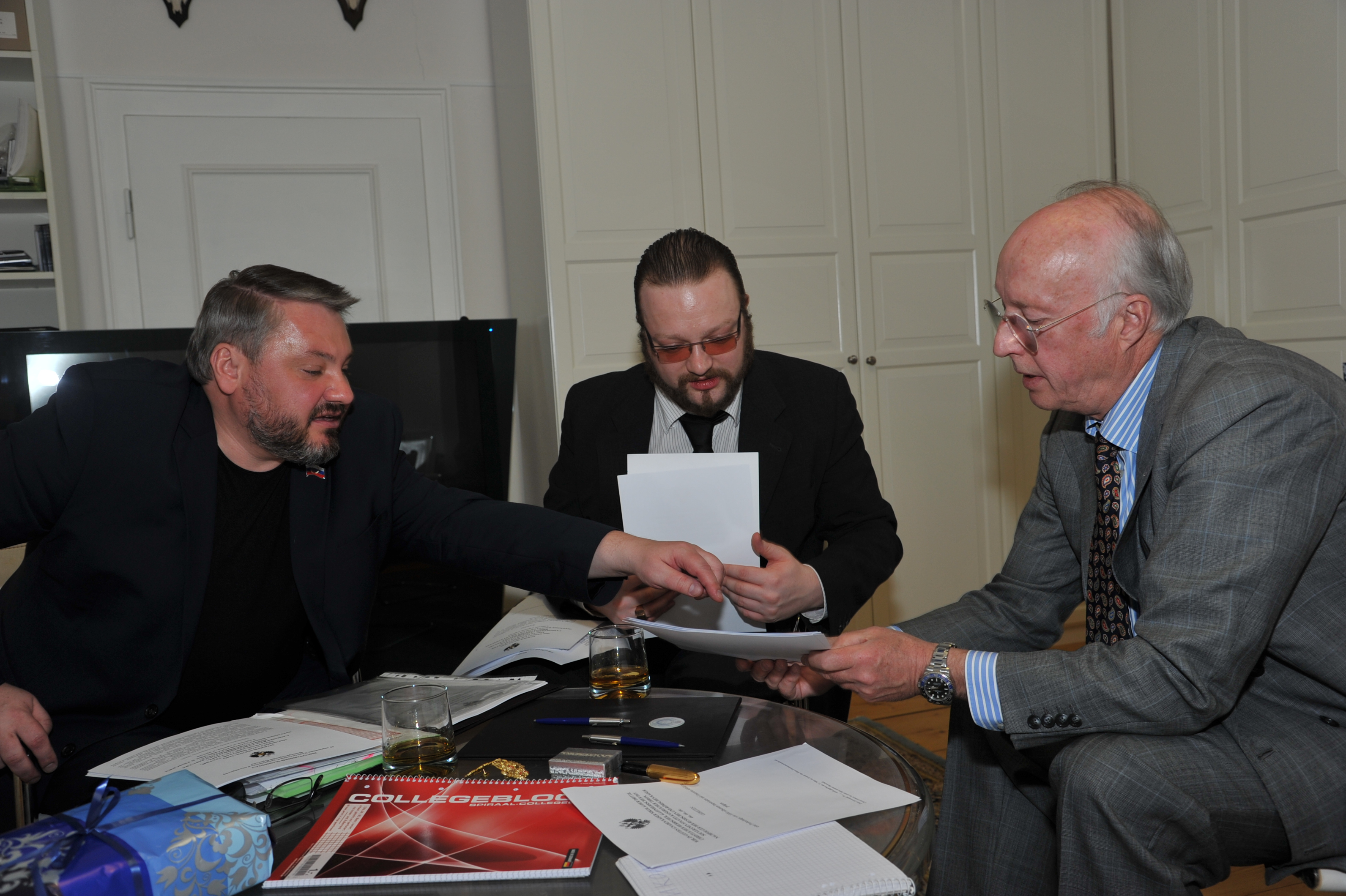
Антон Баков и Николай Кириллович Романов подписывают учредительные документы Суверенного Государства Императорский Престол

### Монархическая партия
С 2011 года работает над книгой «Идолы власти: от Хеопса до Путина», на создание которой его подвигло желание изучить природу власти. В ходе работы приходит к выводу об исторической связи власти с религией, в результате чего, опираясь на концепцию «царя — Божьего помазанника», создаёт Монархическую партию РФ. В апреле 2012 проводится учредительный съезд партии, который избирает Бакова председателем. Министерство юстиции РФ регистрирует партию 16 июля 2012 года — это первая легальная монархическая партия в России после 1917 года. В программе партии провозглашается целью установление в России конституционной монархии «мирным, конституционным путём, с соблюдением общепринятых демократических процедур, в строгом соответствии с действующим законодательством».
В 2013 году партия участвует в выборах мэра Екатеринбурга, «лицом кампании» стала дочь Бакова Анастасия, актриса и певица.
В 2015 года Баков сообщил о намерении партии участвовать в выборах в Госдуму 2016 года. Он также добавил: «Если администрация президента захочет нас там видеть, она нас там увидит. Ко мне приезжали московские ходоки, предлагали купить партию. Но продавать её я не хочу».
В начале 2016 года в интервью РБК подтвердил это намерение и сообщил, что планирует снова сделать «лицом кампании» свою дочь, а сам выдвигаться не будет.
В начале 2016 года Баков объявил о намерении Монархической партии устроить публичный суд над Лениным и Сталиным. По его мнению, на них частично лежит вина за многие негативные процессы последних десятилетий российской истории: развал Российской Империи и последовавшие за этим войны и репрессии уничтожили огромное число россиян, став серьёзной помехой нормальному эволюционному развитию российского общества.
31 августа 2017 года Антон Баков сообщил прессе о своём намерении участвовать в выборах президента РФ 2018 года, выдвинувшись от Монархической партии. Он пояснил это так: «Это единственные выборы, которые интересуют избирателей и СМИ и на которых можно передать обществу какое-то сообщение. Это, безусловно, интересно мне как человеку, который любит и умеет поговорить с обществом. <…> Я отношусь к выборам как к спектаклю, где кандидаты — актёры, а бюрократия — режиссёр. Но и те, и другие просто вынуждены работать на публику. Как-то так и делается демократия». 28 декабря зарегистрирован Центризбиркомом РФ, в первых числах января 2018 года открыт избирательный счёт, создан избирательный штаб, начат сбор подписей. Баков отмечает, что на данных выборах он стал «старейшим по стажу участия в выборах среди кандидатов в президенты» (впервые выдвигался в 1990 году в народные депутаты РСФСР). В последующие дни собрал необходимые 100 тысяч подписей. 24 января 2018 года предъявил их Центризбиркому, в ходе чего сообщил, что снимается с выборов из-за того, что юристы пришли к выводу, что гражданство Романовской Империи препятствует дальнейшему участию. Глава ЦИК Элла Памфилова в ответ поздравила Бакова «с созданием империи».
Антон Баков ведёт кампании по возрождению памяти о монархическом прошлом Екатеринбурга и Урала. В 2013 году по его инициативе был создан портрет-памятник Екатерине I, занявший торцевую стену дома 11 по улице Тургенева. С 2012 года Баков выступает за воссоздание памятников Екатерине и её мужу Петру I на городской плотине (как основателям города и «горнозаводского дела на Урале»), которые были уничтожены революционерами в 1917 году (сброшены в пруд). В 2023 году эти монументы были воссозданы городскими властями на новом месте поблизости — в Историческом сквере. Также в 2023 году Антон Баков принял участие в открытии мемориальной доски императору Александру I на здании усадьбы Расторгуевых-Харитоновых.

### Романовская Империя

Герб Романовской Империи (Императорского Престола)

Романовская Империя (англ. Romanov Empire), также Суверенное Государство Императорский Престол — виртуальное государство, провозглашённое Баковым в 2011 году под названием Российская Империя. Первоначально позиционировалось как «единственный правопреемник государства, основанного Отцом Отечества Императором Всероссийским Петром Великим» (Российской Империи). В 2014 году государство согласился возглавить член императорского дома Романовых принц Карл-Эмих Лейнингенский, прямой потомок российского императора Александра II: для этого он перешёл из лютеранства в православие, что дало ему право на наследование исторического российского престола в соответствии с законами Российской Империи о престолонаследии (он был коронован под именем Николай III). С этого времени государство отказалось от ранее заявлявшегося претендентства на российское наследие и объявило себя всемирным центром консолидации христианских монархистов (Баков — лидер Монархической партии РФ). В конце 2015 года в связи с 50-летием Бакова Николай III подарил ему фамильную икону дома Романовых с изображением святой Екатерины и присвоил наследуемый титул Светлейший князь (это 42-е пожалование такого титула в России).
Наличие во главе легитимного наследника императорского дома позволило государству начать переговоры с другими государствами о признании суверенитета. В числе таких государств — Албания, Македония, Черногория, Антигуа и Барбуда, Гамбия и Кирибати. От властей Кирибати в 2017 году было получено предварительное согласие, что вызвало оживлённую реакцию мировых СМИ. В интервью «Новой газете» в октябре 2017 года Баков сообщил о том, что переговоры в Кирибати саботировала местная оппозиция, которая настроила население против проекта при первоначальном согласии с ним государственного руководства. Тогда же Баков сообщил о продолжении переговоров с новыми властями Гамбии, где президента Яйя Джамме в 2017 году сменил Адама Бэрроу. 6 декабря 2017 года на пресс-конференции в Екатеринбурге сообщил об успехе гамбийских переговоров и презентовал проект насыпных островов, где будет размещаться Романовская Империя. Однако позже он рассказал, что все эти усилия оказались неудачными: «Изначально мы предполагали, что если поможем населению бедных государств, то сможем договориться с властями. Но оказалось, что бедные страны потому и бедные, что правительству плевать на людей. Я имею в виду Гамбию, Македонию, Черногорию. На поддержки этих правительств я потратил более пяти миллионов долларов и не получил результата» (в своей книге 2019 года «Государство — это ты!» Баков описал это подробно).
В итоге в 2020 году Баков объявил о том, что будет «работать в нейтральных водах»: в Средиземном море «в 40 минутах пути от Венеции» он собирается создавать искусственные острова в рамках нового проекта «Ноев Ковчег» (Arca Noë), присоединившись таким образом к движению систейдинг. Этим планам помешала глобальная пандемия COVID-19, в результате чего Баков вернулся к планам по созданию «императорской федеральной территории» в Екатеринбурге по образцу появившейся к тому времени федеральной территории «Сириус».

### Екатеринбургский Сенат
Вскоре после выборов мэра Екатеринбурга 2013 года Баков совместно с председателем Совета предпринимателей при главе Екатеринбурга Максимом Спасским выступил с инициативой создания в Екатеринбурге общественного совещательного органа под названием Сенат. Он позиционируется как «альтернатива Гордуме», но с тем отличием, что он «не сможет распоряжаться средствами городского бюджета». Сенат будет инициировать широкие общественные обсуждения актуальных для города вопросов, результаты которых будут вноситься в Гордуму — по мнению авторов проекта, Гордума Екатеринбурга в современном состоянии занимается, в основном, «делением бюджета», при этом «ни один депутат сегодня не способен повлиять на распределение средств по статьям бюджета — это всегда за них делает городская администрация». По словам Бакова, «в Думе сегодня нет общественности как таковой — там только пассивные участники голосования, по большей части действующие не по своей воле». «Мы сделаем независимый аудит городского бюджета и будем по-настоящему развивать город», — заявил Баков. В состав Сената предложено войти Владимиру Шахрину, Алексею Иванову и «представителям партий, не попавших ни в один парламент». В последующий год проходит 6 сессий Сената, на которых рассматривается ряд общественно значимых проектов, прежде всего инфраструктурных. Ведётся официальная переписка с городскими и областными властями. К 5-й сессии объявляется о решении городских властей прекратить использование антигололёдной смеси, которую привлечённые Сенатом эксперты признали вредной. Баков объявляет о планах создания аналогичных Сенатов в других городах России, о грядущей экстраполяции работы Сената на УрФО и на Императорский Престол. В перспективе Баков предлагает использовать «перевёрнутую» схему двухпалатного парламента: для России — сделать выборным то, что сейчас называется Советом Федерации, а то, что сейчас называется Госдумой — назначать. Таким образом, по мнению Бакова, законы в нижней палате будут разрабатывать назначаемые профессионалы, а принимать или отклонять их — избираемые сенаторы, которые коллегиально и от имени народа смогут оценивать полезность вносимых инициатив и гласно противостоять возможным актам саботажа. В 2021 году Баков принял участие в нескольких заседаниях «Совета неравнодушных горожан» — устроенного мэром Алексеем Орловым совещательного гражданского органа при мэрии Екатеринбурга, по функциональности похожего на Сенат. В 2023 году он представил на этом Совете свою концепцию «императорской федеральной территории». Мэр Екатеринбурга Алексей Орлов заявил, что муниципалитет готов активно продвигать её в случае поддержки горожанами. По инициативе мэра был создан дискуссионный «Екатеринбуржский клуб» для общественного обсуждения инициативы, главой клуба был избран советник губернатора Свердловской области Анатолий Гайда.

### Богдашка Топорок
В 2020 году Баков организовал литературный проект «Богдашка Топорок. Сказы». Это иллюстрированный сборник псевдоисторических зарисовок о крестьянине-первопоселенце, пришедшем на Урал в XVII веке с Вологодчины. Книга написана в жанре вымышленных ироничных «сказов» с иллюстрациями «в лёгком стиле» и посвящена ранней истории русского, некоренного, населения Урала. Автором иллюстраций стал уральский карикатурист Максим Смагин, известный по работам в журнале «Красная бурда». Автор текста историк Александр Кириллов — экс-главный редактор интернет-издания Ура.ру, позже — руководитель новостного сайта «Европейско-азиатские новости» (ЕАН). Шутливая книга предваряется развёрнутым вступлением авторства Бакова о том, что подвигло его на создание этого проекта — изучение истории своей семьи, в ходе которого Баков ознакомился со множеством разнообразных архивных документов. Выявленная в ходе данной работы скудность документов подвигла Бакова обратиться к художественному вымыслу, хотя крестьянин Богдашко Топорок реально существовал, упоминается в государственной налоговой отчётности и предположительно предок Бакова и многих других уроженцев современного Урала. Авторы книги называют персонажа «уральским Швейком», «уральским Ходжой Насреддином» и «уральским Мюнхгаузеном» С точки зрения исторических выводов они склонны полагать, что роль осваивавшего Урал спустя 100 лет после переселения туда Богдашки российского императора Петра I была не так велика, как традиционно считается, и «простые люди» на Урале были гораздо более самостоятельными.
В мае 2021 года Баков представил «серьёзную часть» данного проекта — 450-страничный том «Уральские предки светлейших князей Баковых» с подробным разбором родословной своей семьи, основанным на архивных документах. Согласно информации издания It's My City, общие исторические выводы из книги оказались такими: Баков «развенчал версию о том, что Урал осваивали выходцы из Великого Новгорода, объяснил темпы успешного заселения Урала развитием сельскохозяйственных технологий и установил тот факт, что рост населения Урала объяснялся не притоком новых „колонистов“, а распашкой новых земель и естественным ростом населения. Баков также подтвердил тезис о том, что рабочие и церковники старого Урала существовали в основном не за счёт заработной платы, а за счёт обработки земли. Наконец, пишет Баков, не подтвердилась „романтическая теория“ о заселении Урала уголовниками и бунтарями».
В июне 2021 года проект «Богдашка Топорок» получил приз на екатеринбургском муниципальном конкурсе «Книга года». В июле 2021 года образ Богдашки появился на изданной Баковым новой версии уральского франка в виде коллекционной серебряной монеты, приуроченной к 30-летию франка (чтобы монета не оставалась сувениром, Баков привязал её к блокчейн-сети). После выхода книги авторы продолжают выпускать в интернете новые иллюстрированные сюжеты про Богдашку в той же стилистике, что и в книге, — как правило, комментируя от имени персонажа актуальные события новостной повестки.
Тему истории своих предков продолжил в 2022 году, выпустив книгу «Триумф и крах козельских полотняных королей Брюзгиных» совместно с Милой Куликовой. Книга рассказывает историю «российских луддитов» из Козельска, «которые не поспевали за техническим прогрессом и отказывались переходить на машинное производство». Их потомки в результате перебрались на Урал, где и оказалась бабушка Бакова Таисия Глебовна Соколова.
В 2023 году вышла вторая книга иллюстрированных «сказов» о Богдашке Топорке, авторами также выступили Баков, Кириллов и Смагин.

### Уральский франк
Ура́льские фра́нки — товарно-расчётные чеки товарищества «Уральский рынок». Были напечатаны в 1991 году по инициативе группы молодых предпринимателей и общественных деятелей под руководством уральского бизнесмена и политика [Антона Бакова при поддержке премьер-министра Е. Т. Гайдара.

### Другие проекты и теории
В июне 2016 года выдвинул гипотезу о тождественности христианской святой Екатерины Александрийской и древнеримской богини Фортуны: указав на колесо, являющееся атрибутом и той, и другой, предположил, что таким образом Фортуна «христианизировалась», а за давностью лет подробности на эту тему утратились.
В июле 2017 года предложил формулу «национального административного IQ (NAIQ)» — «коэффициента, определяющего разумность административного управления в конкретной стране и рассчитываемого по величине ВВП на душу населения». Цель — сравнение эффективности управления в разных странах. Расчёт производится по специальной формуле, при этом размер населения и территории страны не принимаются во внимание. Также утверждает, что «Екатеринбург должен быть городом федерального подчинения, областная власть должна сидеть в Нижнем Тагиле».
В 2020 году подал судебный иск к Законодательному собранию Свердловской области: по его утверждению, имя Якова Свердлова в названии Свердловской области нарушает требование Конституции РФ о деидеологизации (статья 13 пункт 2). Баков предлагает уравнять наименования «Свердловская область» и «Урал» или использовать их параллельно по аналогии с «ХМАО — Югра». Свердловский областной суд не принял иск Бакова, тот подал апелляцию, которая была направлена в вышестоящий суд в Санкт-Петербурге.
В 2022 году на базе УрФУ совместно с группой авторов опубликовал монографию "Женщина и государство. Историко-политические и социально-правовые измерения взаимоотношений (проблемный подход).
В 2023 году в журнале «Социально-политические науки» опубликовал работу «К вопросу моделирования влияния баумановской „текучести“ на политический процесс».
В январе 2025 года сообщил СМИ, что учредил международную организацию «Союз девелоперов Газы» и ведет переговоры, чтобы стать одним из подрядчиков восстановления разрушенного Сектора Газы.

## Литературная деятельность
Автор книг:

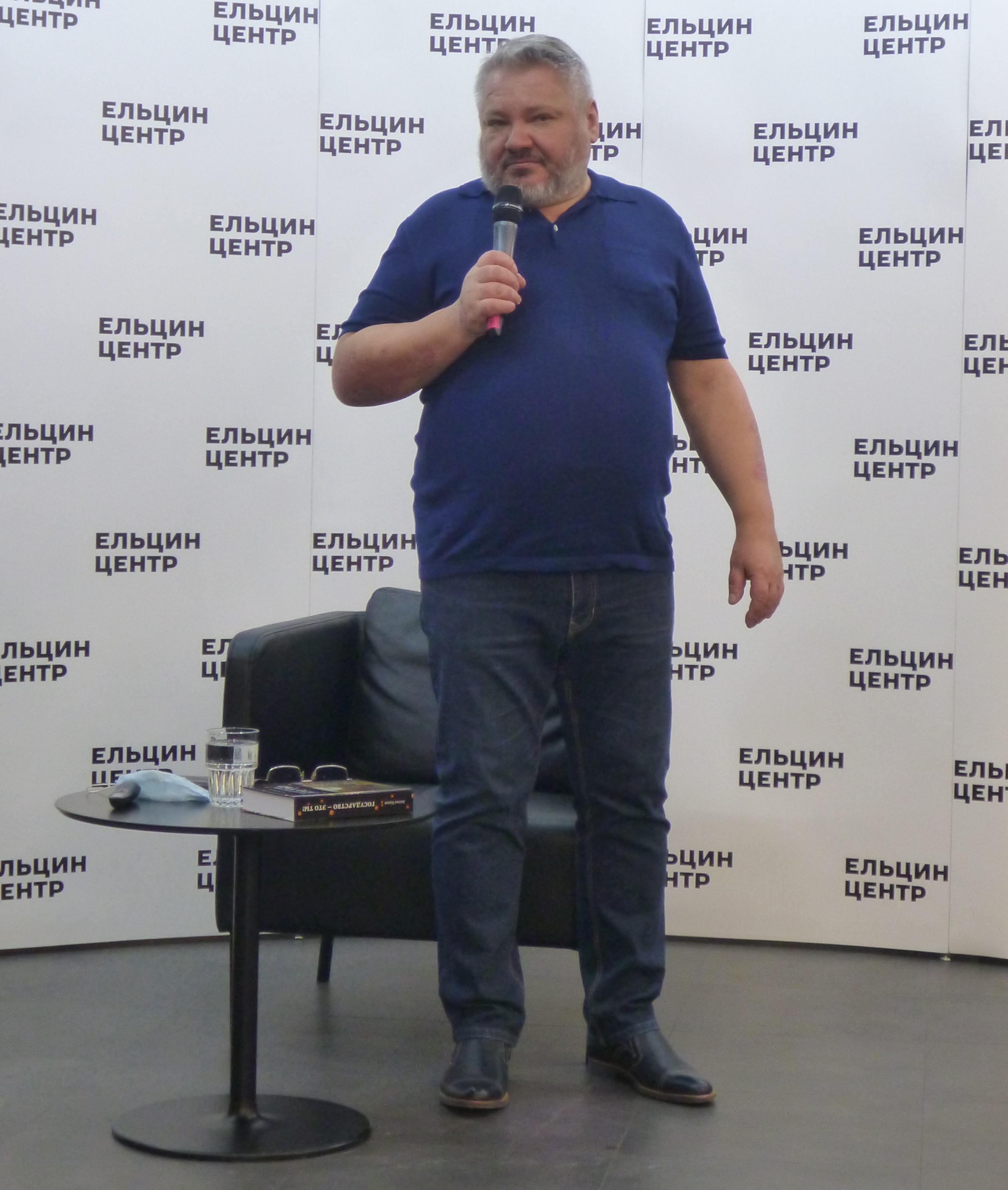
Антон Баков презентует книгу «Государство — это ты!», Ельцин-центр, 7 апреля 2021 года

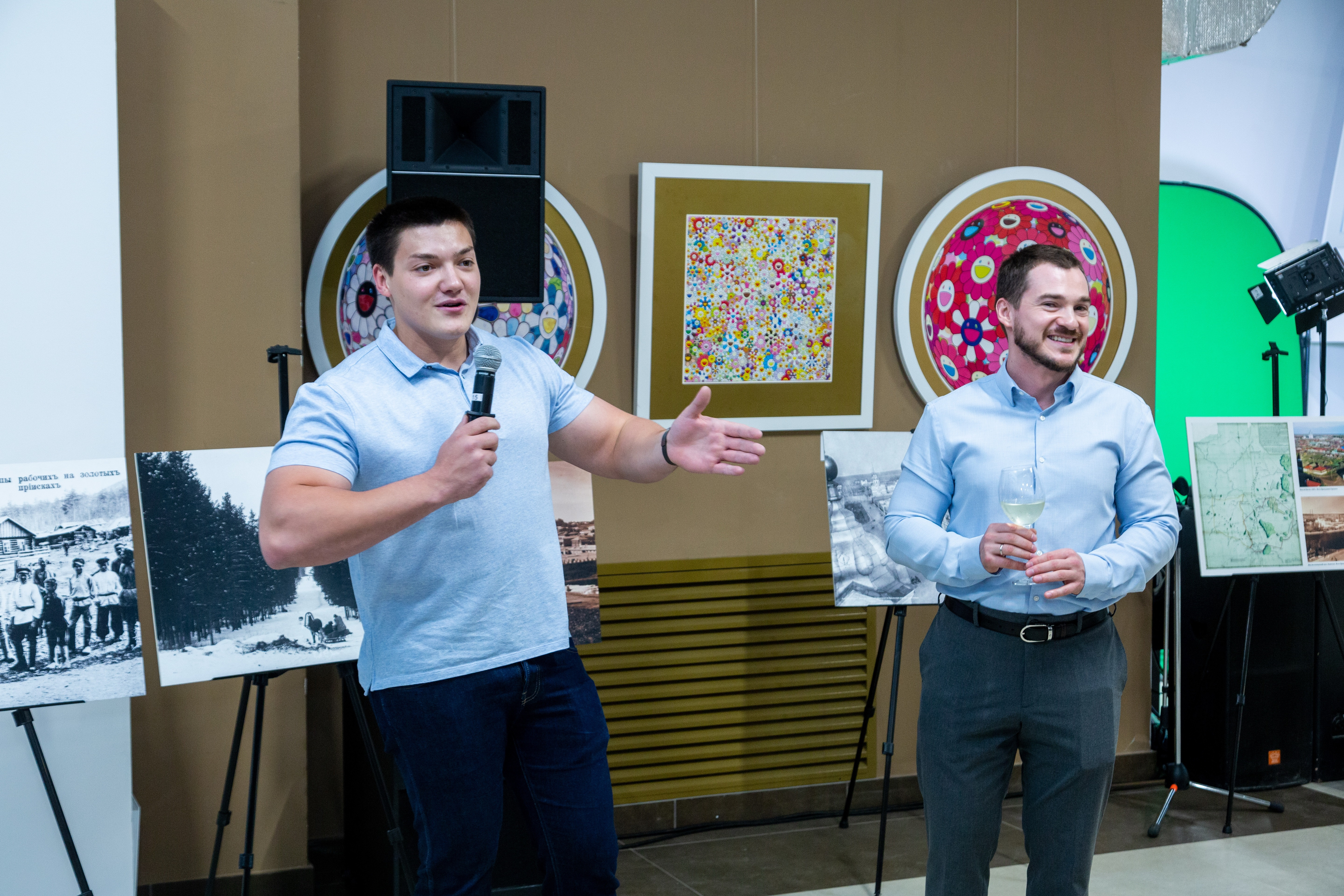
Сыновья Бакова Михаил и Илья

- «Христианская история Урала» (1991) [источник не указан 732 дня];
- «Цивилизации Средиземья» (1995) (в соавторстве с Вадимом Дубичевым)[94];
- «Какой России я служу» (1999)[95];
- «Российская Империя или русский Шарм-эль-Шейх» (2011) (с Андреем Матвеевым)[96];
- «Идолы власти. От Хеопса до Путина» (2013) (с Андреем Матвеевым)[97];
- «Золотая булла 2014 года. Монархический план возрождения России» (2014) (с Анной Матюхиной)[98];
- «Демократия по-русски: Записки бывшего гражданина СССР» (2016). Опубликована в электронном виде через уральскую издательскую платформу Ridero[99], печатная версия издана ограниченным тиражом[100]. Планируется англоязычная версия[101];
- «Государство — это ты!» (2019)[102];
- «Богдашка Топорок» (2020) — Баков выступил как организатор проекта и автор предисловия, автор текста Александр Кириллов, иллюстратор Максим Смагин (описание проекта см. выше);
- «Уральские предки светлейших князей Баковых» (2021);
- «Триумф и крах козельских полотняных королей Брюзгиных» (2022)[84] (в соавторстве с Милой Куликовой[103]).
- «Женщина и государство. Историко-политические и социально-правовые измерения взаимоотношений (проблемный подход)» (2022) — монография группы авторов, выпущенная Уральским федеральным университетом по инициативе Бакова[91]. Баков выступил автором предисловия и части 1 главы 1 («Демографический аспект революций мужчин и женщин»);
- А. Баков, А. Кириллов, М. Смагин. «Богдашка топорок. Сказы» — второй сборник иллюстрированных рассказов (2023);
- «К вопросу моделирования влияния баумановской „текучести“ на политический процесс» (2023) — статья Бакова в журнале «Социально-политические науки», опубликованная также при участии УрФУ[92].

## Семья
С 1991 года женат вторым браком на Марине Баковой, четверо детей, восемь внуков. Младшая дочь Анастасия Бакова участвовала в выборах главы города Екатеринбурга в 2013 году, младший сын Михаил тогда же баллотировался в депутаты Гордумы. Планировалось, что в случае допущения Монархической партии к думским выборам 2016 года (Баков сообщал о готовности к этому) Анастасия также возглавит избирательную кампанию. Старший сын Илья, предприниматель-девелопер, был выдвинут кандидатом от Монархической партии на выборах мэра Москвы 2018 года и сдал документы в Мосгоризбирком, но не сумел преодолеть муниципальный фильтр. В апреле 2018 года Илья Баков предложил передать государству не менее 1 гектара принадлежащей ему земли в селе Косулино под Екатеринбургом для строительства новой школы, так как существующая школа переполнена. Предложение было поддержано в ноябре того же года на совещании в этой школе с участием министра образования Свердловской области.